# Torebroma gymnops
Torebroma gymnops là một loài ruồi trong họ Asilidae. Torebroma gymnops được Hull miêu tả năm 1957. Loài này phân bố ở vùng Cổ Bắc giới.